# 刘新圈
刘新圈（1968年—），河北石家庄人，中国著名词作家、河北省音乐家协会副主席、河北省音乐文学学会副会长，中国音乐文学学会常务理事刘新圈。代表作品有《套马杆》《火红的萨日朗》《我要去西藏》《天籁传奇》《万马奔腾》《风到湘西会唱歌》等。